# Konvektivní zóna
Konvektivní zóna je vrstva Slunce (případně jakékoli jiné hvězdy hlavní posloupnosti) nacházející se mezi oblastí zářivé rovnováhy a fotosférou. Je to nejvrchnější z vnitřních částí Slunce. Má hloubku asi 200 tisíc kilometrů a teplotu na dně okolo 2 milionů Kelvinů, proto je tvořena plazmatem. Ve Slunci zabírá přibližně 30 % vnitřního objemu. Od oblasti zářivé rovnováhy ji odděluje tenká styčná vrstva.
Tak daleko od jádra Slunce se už přenos tepla zářením stává málo účinným, protože některé ionty (uhlíku, dusíku, kyslíku, vápníku, železa…) jsou kvůli nízké teplotě schopny fotony pohltit a neemitovat je dále. Zahřátá hmota způsobuje ve slunečním plazmatu turbulence a další přenos energie se proto děje konvekcí. Hmota v průběhu stoupání expanduje a ochlazuje se. Vrcholky výstupních proudů z konvektivní zóny je možné pozorovat ve fotosféře jako granule; větší útvary jsou supergranule.
Když bylo Slunce protohvězdou, bylo celé prostoupené konvekcí. Konvektivní proudy vynášely na jeho povrch teplo vznikající při gravitační kontrakci. Po zapálení termojaderných reakcí v jádru Slunce se energie ve vnitřních vrstvách začala šířit radiací a konvekce jako způsob šíření energie zůstala jen v konvektivní zóně.